# Cythereis tuberculata
Cythereis tuberculata är en kräftdjursart som beskrevs av Georg Ossian Sars 1866. Cythereis tuberculata ingår i släktet Cythereis och familjen Trachyleberididae. Inga underarter finns listade i Catalogue of Life.